# Djamel Sabri
Pour les articles homonymes, voir Sabri.
Djamel Sabri (en Tifinagh: ⴵⴰⵎⴰⵍ ⵚⴰⴱⵕⵉ) né le 7 juillet 1958, à Oum El Bouaghi en Algérie, est un interprète de chants berbères.

## Biographie
Djamel Sabri est natif de la ville de Oum El Bouaghi de grands parents chanteurs et un arrière-grand-père compagnon de Aïssa Djermouni. Dès l'âge de onze ans, il commence à s'intéresser à la culture amazigh, quelques années plus tard il poursuit ses études dans un lycée à Aïn Beïda (wilaya d'Oum El Bouaghi), la ville où il commence ses premières répétitions et où il composa son premier album intitulé Yemma El Kahina (mère Kahina).
En 1980, il forme le groupe musical Les Berbères.
En 1981, le groupe est invité à chanter à l'université de Constantine. El Hadj Tayeb, le parolier du groupe insiste pour que toutes leurs chansons soit en langue chaoui. En 1986, le groupe explose après le retour d'une tournée en France.
Le chef du parti unique de l'époque tente d'obliger Djamel Sabri de chanter en arabe, mais ce dernier ne cède pas et continue de chanter en chaoui. En 1990, il sort son 2e album Bachtola (pistolet) dont le tube éponyme raconte l'histoire d'un homme qui veut défier la tribu de sa bien-aimée avec son pistolet, une histoire racontée  dans les Aures. Avec cet album, il passe à la télévision nationale ou il se fait connaitre sur tout le territoire. Il est considéré de nos jours comme le « pionnier du rock chaoui ».

## Discographie
Djamel Sabri avec son groupe ont composé quatre albums :
- Yemma El Kahina (1982)
- Bachtola (1990, puis réédité en 2011)
- Amghar (1999, puis réédité en 2011)
- Silineya (2003)